# Iterator パターン
Iterator パターン（イテレータ・パターン）とは、GoF（Gang of Four; 4人のギャングたち）によって定義されたデザインパターンの1つである。コンテナオブジェクトの要素を列挙する手段を独立させることによって、コンテナの内部仕様に依存しない反復子を提供することを目的とする。

## クラス図
Iterator パターンのクラス図を以下に挙げる。